# Saint-Symphorien, Lozère
Saint-Symphorien är en kommun i departementet Lozère i regionen Occitanien i södra Frankrike. Kommunen ligger i kantonen Grandrieu som tillhör arrondissementet Mende. År 2018 hade Saint-Symphorien 244 invånare.

## Befolkningsutveckling
Antalet invånare i kommunen Saint-Symphorien
| Referens: INSEE |